# 恩里克·塞斯马
恩里克·塞斯马（西班牙語：Enrique Sesma，1927年4月22日—），墨西哥男子足球运动员，司职前锋。他曾代表墨西哥国家队参加1958年国际足联世界杯，结果队伍止步小组赛阶段。